# Gran Premio Miguel Alfredo Martínez de Hoz
El Gran Premio Miguel Alfredo Martínez de Hoz es una carrera clásica de caballos que se disputa en el Hipódromo de San Isidro y convoca a ejemplares, de ambos sexos, de 3 años y más edad. Está estructurada en 2000 metros sobre pista de césped y programada para el mes de febrero. Es el primer Grupo 1 de la temporada argentina e incluso tiene la particularidad de ser considerado parámetro para la designación de representantes argentinos –en particular, por el Hipódromo de San Isidro- para disputar el Gran Premio Asociación Latinoamericana de Jockey Clubes (G1).
El nombre de este cotejo es un homenaje a Miguel Alfredo Martínez de Hoz, quien fuera presidente del Jockey Club Argentino desde 1916 hasta 1919. 

## Últimos ganadores del Martínez de Hoz
| Año  | Ganador           | País | Jockey               | País | Padrillo           | País | Yegua Madre     | País | Criador                             | Caballeriza   | Colores            |
| ---- | ----------------- | ---- | -------------------- | ---- | ------------------ | ---- | --------------- | ---- | ----------------------------------- | ------------- | ------------------ |
| 2020 | Imperador         |      | Altair Domingos      |      | Treasure Beach     |      | Duchess Royale  |      | Haras Rio Dois Irmaos               | Stud Rdi      | Horse racing silks |
| 2019 | Nicholas          |      | Eduardo Ortega Pavón |      | Equal Stripes      |      | Nandaly         |      | Haras El Doguito                    | Nosotros      | Horse racing silks |
| 2018 | Puerto Escondido  |      | Osvaldo Alderete     |      | Hurricane Cat      |      | Surf Point      |      | Haras El Mallín                     | Facundito     | Horse racing silks |
| 2017 | Puerto Escondido  |      | Osvaldo Alderete     |      | Hurricane Cat      |      | Surf Point      |      | Haras El Mallín                     | Facundito     | Horse racing silks |
| 2016 | Catcho En Die     |      | Eduardo Ortega Pavón |      | Catcher In The Rye |      | Lola Grill      |      | Jorge Livschitz                     | Don Quijote   | Horse racing silks |
| 2015 | Alma de Acero     |      | Francisco Gonçalves  |      | Versallesco        |      | Kan Jive        |      | Haras La Cuadra                     | Baltasar      | Horse racing silks |
| 2014 | Fragotero         |      | Juan Carlos Noriega  |      | Roman Ruler        |      | Fígara          |      | Haras Vacación                      | La Aguada     | Horse racing silks |
| 2013 | Flowing Rye       |      | Rodrigo Blanco       |      | Catcher In The Rye |      | Stormy Flo      |      | Haras La Biznaga                    | La Biznaga    | Horse racing silks |
| 2012 | Bogeyman          |      | Jorge Ricardo        |      | Editor's Note      |      | Bambuena        |      | Haras Abolengo                      | Keyser Soze   | Horse racing silks |
| 2011 | Send Inthe Clowns |      | Rodrigo Cunz         |      | Know Heights       |      | Heavenly Dancer |      | Haras T.N.T.                        | Stud T.N.T.   | Horse racing silks |
| 2010 | City Banker       |      | Adrián Gianetti      |      | Lode               |      | Cirandinha      |      | Haras Santa María de Araras         | El Gusy       | Horse racing silks |
| 2009 | Body Soguero      |      | Juan Carlos Noriega  |      | Body Glove         |      | Visee de Femme  |      | Arturo Moscón e Interstal           | Fejiparema    | Horse racing silks |
| 2008 | Honey Nov         |      | Jorge Ricardo        |      | Romanov            |      | Honey Fitz      |      | Haras Firmamento                    | Rubio B.      | Horse racing silks |
| 2007 | Storm Military    |      | Jorge Valdivieso     |      | Bernstein          |      | Shy Mandona     |      | Haras La Biznaga                    | La Biznaga    | Horse racing silks |
| 2006 | Latency (*)       |      | Julio César Méndez   |      | Slew Gin Fizz      |      | Latencia        |      | Haras Las Dos Manos                 | Las Dos Manos | Horse racing silks |
| 2005 | Don Incauto (*)   |      | Jorge Valdivieso     |      | Roy                |      | Inspiration     |      | Haras San Benito                    | San Benito    | Horse racing silks |
| 2004 | Guambia Bo        |      | Osvaldo Dávila       |      | Poliglote          |      | Song of Love    |      | Haras Firmamento                    | F.B.F.        | Horse racing silks |
| 2003 | Rodeno            |      | Pablo Falero         |      | Roy                |      | Ráfaga          |      | Haras Vacación                      | Nadina        | Horse racing silks |
| 2002 | Insociable        |      | Jacinto Herrera      |      | Intérprete         |      | Consociada      |      | Creole Investments Argentina        | Doña Pancha   | Horse racing silks |
| 2001 | Praxis Parade     |      | Luiz Villalba        |      | Parade Marshal     |      | Praxis Ball     |      | Haras Firmamento                    | Agus          | Horse racing silks |
| 2000 | Llers Fitz        |      | Juan Pablo Lagos     |      | Fitzcarraldo       |      | Llers           |      | Haras Firmamento                    | Milenium      | Horse racing silks |
| 1999 | Acicalado         |      | Juan Carlos Noriega  |      | Ataviado           |      | Anywhere        |      | Cornelio Donovan y Eduardo Solveyra | San Gilberto  | Horse racing silks |
| 1998 | Mario Eterno      |      | Jorge Ojeda          |      | Super Mario        |      | Evershine       |      | Blanca López y Adolfo Pascual       | Mi Bebé       | Horse racing silks |
| 1997 | El Coliseo        |      | Jorge Valdivieso     |      | Fitzcarraldo       |      | Toga            |      | Haras Comalal                       | El Galo       | Horse racing silks |
| 1996 | Fantasio          |      | Carlos Zuco          |      | Fatly              |      | Laguna Blanca   |      | Haras Income                        | La Titina     | Horse racing silks |
| 1995 | Double Paid       |      | Juan Maciel          |      | Pepenador          |      | Double Account  |      | Haras Vacación                      | Vacación      | Horse racing silks |

(*) Ganaron también el Gran Premio Latinoamericano.